# Morkie
Il Morkie (conosciuto altresì come Yorktese o Malkie) è una selezione specifica derivata dall'accoppiamento volontario di due cani di razza definita, al fine di ridurre patologie ereditarie nonché giungere ad una sorta di ibrido totalmente nuovo.
I genitori del Morkie appartengono alla razza Maltese e Yorkshire Terrier.

## Caratteristiche fisiche

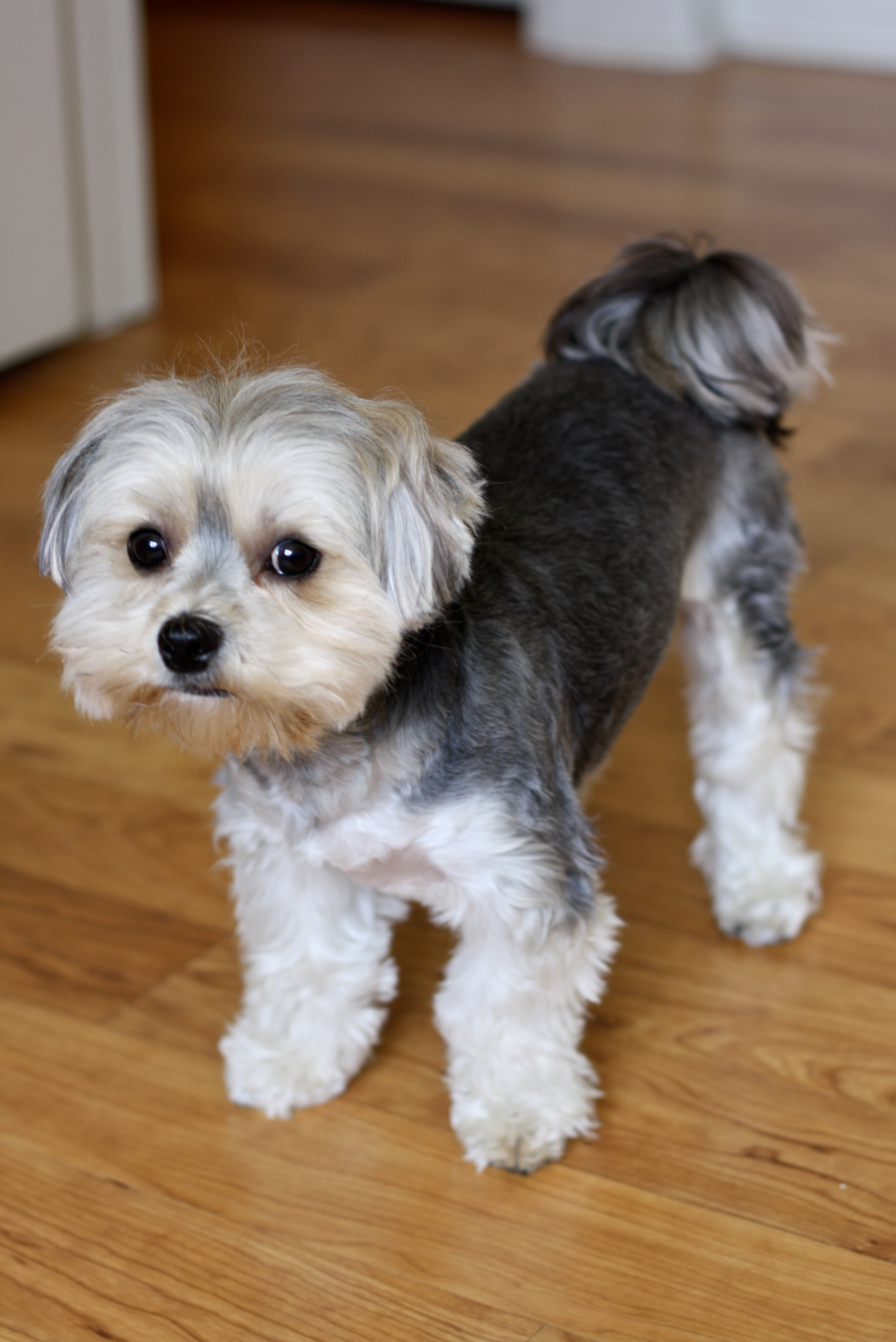
Morkie

Generalmente il Morkie prende le sembianze di uno solo dei propri genitori, sebbene sussistano non rare eccezioni.
Alcuni hanno il pelo di colore grigio/argento, tendenzialmente lungo e ruvido, mentre altri tendono ad assumere colori più scuri, essenzialmente nero/solidago.
Il Morkie combina, a livello somatico e genetico, la buona salute della razza Maltese all'intelligenza, nonché particolare colorazione, dello Yorkshire Terrier.

## Caratteristiche comportamentali
Il Morkie è un eccellente compagno, sia nella vita di tutti i giorni sia in ambito ludico.
Il carattere socievole, unito alle sue dimensioni particolarmente ridotte, rendono il Morkie assai indicato per i bambini, nonché disposto al gioco con altri cani.